# Seznam bavorských vévodkyň, kurfiřtek a královen
Seznam bavorských vévodkyň, kurfiřtek a královen obsahuje chronologicky řazený seznam manželek vládců Bavorského vévodství, kurfiřtství a království.
Prvním historicky doloženým vládcem Bavorska byl vévoda Garibald I., vládnoucí v letech 555 až 591, jehož manželka Waldrada Langobardská tedy tento seznam zahajuje. Po sesazení posledního vévody z Agilolfinské dynastie, Tassila III., se Bavorsko dostalo pod vliv Franské říše a seznam pokračuje manželkami vévodů z Karlovské dynastie. Po manželkách Karlovců pak následují ženy vévodů z různých předních dynastií, např. Luitpoldovské, Lucemburské, Sálské či Štaufské. Od roku 1180, kdy císař Fridrich Rudovous sesadil Welfa Jindřicha Lva a vévodství udělil Otovi I. Wittelsbachovi, vládli v Bavorsku Wittelsbachové. V roce 1623 byla vévodovi Maxmiliánovi I. udělena kurfiřtská hodnost a seznam tedy pokračuje manželkami bavorských kurfiřtů. Poslední část seznamu obsahuje bavorské královny.

## Bavorské vévodkyně

### Manželky vévodů zAgilolfinské dynastie
| Jméno                  | Dynastie        | Sňatek  | Vévodkyní                    | Manžel       |
| ---------------------- | --------------- | ------- | ---------------------------- | ------------ |
| Waldrada Langobardská  | Langobardi      | asi 556 | asi 556–572 zemřela          | Garibald I.  |
| Gleisnoda Furlanská    | Agilolfingerové | ?       | asi po 640 – před 680        | Theodo I.    |
| Folchaida              |                 | ?       | asi po 680 – před 716        | Theodo II.   |
| Pilitruda              |                 | ?       | asi 711–719                  | Theudebald   |
| Pilitruda              |                 | po 719  | po 719–723                   | Grimoald     |
| Regintruda             |                 | ?       | asi 719–725 manželovou smrtí | Theodbert    |
| Hiltruda Franská       | Karlovci        | asi 742 | 742–749 manželovou smrtí     | Odilo        |
| Liutberga Langobardská | Langobardi      | ?       | ?–788 manželovou smrtí       | Tassilo III. |

### Manželky vévodů zKarlovské dynastie
| Portrét             | Jméno               | Dynastie      | Sňatek | Vévodkyní                | Manžel             |
| ------------------- | ------------------- | ------------- | ------ | ------------------------ | ------------------ |
|                     | Fastrada Savojská   | Karlovci      | 771    | 788–794 zemřela          | Karel Veliký       |
|                     | Luitgarda Alemánská | Alemáni       | 771    | 796–800 zemřela          | Karel Veliký       |
|                     | Judita Bavorská     | Welfové       | 819    | 819–829                  | Ludvík I. Zbožný   |
| Ludmila Přemyslovna | Hemma z Altdorfu    | Welfové       | 827    | 829–865                  | Ludvík II. Němec   |
| Liutgarda Saská     | Liutgarda Saská     | Liudolfovci   | 874    | 880–882 manželovou smrtí | Ludvík III. Mladý  |
|                     | Richardis           | Alaholfingové | 862    | 882–887 manžel abdikoval | Karel III. 'Tlustý |
|                     | Oda Neustrijská     | Konrádovci    | 888    | 888–899 manželovou smrtí | Arnulf Korutanský  |

### Manželky vévodů zLuitpoldovskéaOtonovské dynastie
| Portrét             | Jméno               | Dynastie      | Sňatek     | Vévodkyní                        | Manžel                |
| ------------------- | ------------------- | ------------- | ---------- | -------------------------------- | --------------------- |
|                     | Judita Furlanská    | Unruochinkové | 910/15     | 910/15 – po 928                  | Arnulf I. Zlý         |
|                     | Luitgarda z Verdunu |               | ?          | 937–938                          | Eberhard              |
|                     | Biltruda            |               | před 939   | 939–947 manželovou smrtí         | Berthold              |
| Portrét             | Jméno               | Dynastie      | Sňatek     | Vévodkyní                        | Manžel                |
|                     | Judita Bavorská     | Luitpoldovci  | 938        | 947–955 manželovou smrtí         | Jindřich I.           |
|                     | Gisela Burgundská   | Welfové       | 972        | 972–976 985–995 manželovou smrtí | Jindřich II. Svárlivý |
| Kunhuta Lucemburská | Kunhuta Lucemburská |               | okolo 1000 | 1000–1004 1009–1017              | Jindřich IV.          |

### Manželky vévodů zLucemburskéaSálské dynastie
| Portrét         | Jméno           | Dynastie    | Sňatek | Vévodkyní           | Manžel             |
| --------------- | --------------- | ----------- | ------ | ------------------- | ------------------ |
| Gisela Švábská  | Gisela Švábská  |             | 1016   | 1026–1027           | Konrád I.          |
| Gunhilda Dánská | Gunhilda Dánská | Jellingové  | 1036   | 1036–1038 zemřela   | Jindřich VI. Černý |
| Anežka z Poitou | Anežka z Poitou | Ramnulfovci | 1043   | 1047–1049 1055–1061 | Jindřich VI. Černý |

### Manželky vévodů zEzzonidskéaSupplinburské dynastie
| Jméno               | Dynastie     | Sňatek   | Vévodkyní                  | Manžel    |
| ------------------- | ------------ | -------- | -------------------------- | --------- |
| Jitka ze Svinibrodu | Babenberkové | po 1049  | 1049–1053                  | Konrád I. |
| Richenza Švábská    | Ezzonidové   | asi 1050 | 1061–1070 manželovou smrtí | Ota II.   |

### Manželky vévodů zeSálskéaWelfské dynastie
| Portrét           | Jméno                 | Dynastie       | Sňatek    | Vévodkyní                  | Manžel             |
| ----------------- | --------------------- | -------------- | --------- | -------------------------- | ------------------ |
|                   | Berta Savojská        | Savojští       | 1066      | 1077–1087 zemřela          | Jindřich VIII.     |
|                   | Adéla Kyjevská        | Rurikovci      | 1089      | 1089–1095                  | Jindřich VIII.     |
|                   | Ethelinda Northeimská |                | 1062      | 1070 rozvedena             | Welf I.            |
| Jitka Flanderská  | Jitka Flanderská      | Normané        | 1071      | 1071–1077 zemřela          | Welf I.            |
| Matylda Toskánská | Matylda Toskánská     |                | 1089      | 1101–1115 zemřela          | Welf II.           |
|                   | Wulfhilda Saská       |                | 1095–1100 | 1120–1126                  | Jindřich IX. Černý |
| Gertruda Saská    | Gertruda Saská        | Supplinburgové | 1127      | 1126–1139 manželovou smrtí | Jindřich X. Pyšný  |

### Manželky vévodů zeŠtaufskéaWelfské dynastie
| Portrét                 | Jméno                   | Dynastie     | Sňatek | Vévodkyní                  | Manžel            |
| ----------------------- | ----------------------- | ------------ | ------ | -------------------------- | ----------------- |
|                         | Marie Česká             | Přemyslovci  | 1139   | 1139–1141 manželovou smrtí | Leopold           |
| Gertruda Saská          | Gertruda Saská          |              | 1136   | 1141–1143                  | Konrád III.       |
| Klementina Zähringenská | Klementina Zähringenská | Zähringenové | 1147   | 1156–1162 rozvedená        | Jindřich XII. Lev |
| Matylda Anglická        | Matylda Anglická        | Plantageneti | 1168   | 1168–1180                  | Jindřich XII. Lev |

### Manželky vévodů zWittelsbašské dynastie
| Portrét             | Jméno               | Dynastie    | Sňatek | Vévodkyní                  | Manžel               |
| ------------------- | ------------------- | ----------- | ------ | -------------------------- | -------------------- |
|                     | Anežka z Loonu      |             | 1169   | 1180–1183 manželovou smrtí | Ota I.               |
| Ludmila Přemyslovna | Ludmila Přemyslovna | Přemyslovci | 1204   | 1204–1231 manželovou smrtí | Ludvík I. Kelheimský |
| Anežka Brunšvická   | Anežka Brunšvická   | Welfové     | 1222   | 1231–1253 manželovou smrtí | Ota II.              |

## Bavorské vévodkyně
| Portrét                     | Jméno                    | Dynastie               | Sňatek | Kurfiřtkou                 | Manžel          |
| --------------------------- | ------------------------ | ---------------------- | ------ | -------------------------- | --------------- |
| Kunhuta Habsburská          | Kunhuta Habsburská       | Habsburkové            | 1487   | 1487–1508 manželovou smrtí | Albrecht IV.    |
| Baden                       | Jakuba Bádenská          | Habsburkové            | 1522   | 1522–1550 manželovou smrtí | Vilém IV.       |
| Anna Habsburská (1528–1590) | Anna Habsburská          | Habsburkové            | 1546   | 1565–1579 manželovou smrtí | Albrecht V.     |
| Vilém V. a Renata Lotrinská | Renata Lotrinská         | Lotrinsko-Vaudémontští | 1568   | 1579–1597 manželovou smrtí | Vilém V. Zbožný |
| Erb Vaudémont               | Alžběta Renata Lotrinská | Lotrinsko-Vaudémontští | 1595   | 1597–1623                  | Maxmilián       |

## Bavorské kurfiřtky
| Portrét                         | Jméno                             | Dynastie               | Sňatek | Kurfiřtkou                 | Manžel                |
| ------------------------------- | --------------------------------- | ---------------------- | ------ | -------------------------- | --------------------- |
| Erb Vaudémont                   | Alžběta Renata Lotrinská          | Lotrinsko-Vaudémontští | 1595   | 1623–1635 zemřela          | Maxmilián I.          |
| Marie Anna Habsburská           | Marie Anna Habsburská             | Habsburkové            | 1635   | 1635–1651 manželovou smrtí | Maxmilián I.          |
| Jindřiška Adéla Savojská        | Jindřiška Adéla Savojská          | Savojští               | 1652   | 1652–1676 zemřela          | Ferdinand Maria       |
| Marie Antonie Habsburská        | Marie Antonie Habsburská          | Habsburkové            | 1685   | 1685–1692 zemřela          | Maxmilián II. Emanuel |
| T. K. Sobieska.jpg              | Tereza Kunhuta Sobieská           |                        | 1695   | 1695–1726 manželovou smrtí | Maxmilián II. Emanuel |
| Marie Amálie Habsburská         | Marie Amálie Habsburská           | Habsburkové            | 1722   | 1726–1745 manželovou smrtí | Karel Albrecht        |
| Marie Anna Saská                | Marie Anna Saská                  | Wettinové              | 1747   | 1747–1777 manželovou smrtí | Maxmilián III. Josef  |
| Alžběta Falc-Sulzbach           | Alžběta Augusta Falcko-Sulzbašská | Wittelsbachové         | 1742   | 1777–1794 zemřela          | Karel II. Teodor      |
| Marie Leopolda Rakouská s dětmi | Marie Leopoldina Rakouská-d'Este  | Rakouští-Este          | 1795   | 1795–1799 manželovou smrtí | Karel II. Teodor      |
| Karolína Bádenská               | Karolína Bádenská                 | Zähringenové           | 1797   | 1799–1806                  | Maxmilián IV. Josef   |

## Bavorské královny
| Portrét                        | Jméno                          | Dynastie        | Sňatek | Královnou                  | Manžel             |
| ------------------------------ | ------------------------------ | --------------- | ------ | -------------------------- | ------------------ |
| Karolína Bádenská              | Karolína Bádenská              | Zähringenové    | 1797   | 1806–1825 manželovou smrtí | Maxmilián I. Josef |
| Tereza Sasko-Hildburghausenská | Tereza Sasko-Hildburghausenská | Wettinové       | 1810   | 1825–1848 manžel abdikoval | Ludvík I.          |
| Marie Pruská                   | Marie Pruská                   | Hohenzollernové | 1842   | 1848–1864 manželovou smrtí | Maxmilián II.      |
| Marie Tereza Rakouská-Este     | Marie Tereza Rakouská-Este     | Rakouští-Este   | 1868   | 1913–1918 manžel abdikoval | Ludvík III.        |